# Orthophytum sanctum
Orthophytum sanctum är en gräsväxtart som beskrevs av Lyman Bradford Smith. Orthophytum sanctum ingår i släktet Orthophytum och familjen Bromeliaceae. Inga underarter finns listade i Catalogue of Life.